# Las Pilas, Contepec
Las Pilas är en ort i Mexiko.   Den ligger i kommunen Contepec och delstaten Michoacán de Ocampo, i den sydöstra delen av landet, 130 km väster om huvudstaden Mexico City. Las Pilas ligger 2 169 meter över havet och antalet invånare är 321.
Terrängen runt Las Pilas är kuperad åt nordväst, men åt sydost är den platt. Runt Las Pilas är det ganska tätbefolkat, med 96 invånare per kvadratkilometer. Närmaste större samhälle är Maravatío, 17,7 km väster om Las Pilas. I omgivningarna runt Las Pilas växer huvudsakligen savannskog.